# 舒城薹草
舒城薹草（学名：Carex shuchengensis）为莎草科薹草属的植物。分布于中国大陆的安徽等地，多生于山坡林缘荫处，目前尚未由人工引种栽培。